# ويبولت 12 شيروكي
ويبولت 12 شيروكي (Wibault 12 Sirocco)، وعرفت باسم فيكرز طراز 12، هي طائرة مقاتلة صممت وبنيت في فرنسا خلال عشرينات القرن العشرين. تحوي مقعدين وبجناح أحادي السطح. بني منها ثلاث مقاتلات واحدة لسلاح الجو الملكي واثنتين مختلفتين لعمليات الجيش المشتركة ولكن لم يتم انتاجها على نطاق واسع.

## المواصفات (Wib 121 C. 2)
البيانات من The Complete Book of Fighters
, Jane's all the World's Aircraft 1928
الخصائص العامة
- طاقم: واحد
- طول: 9.44 م (31 قدم 0 بوصة) (122 C.2 9.09 م (29.8 قدم))
- باع الجناح: 12.66 م (41 قدم 6 بوصة)
- ارتفاع: 3.15 م (10 قدم 4 بوصة)
- مساحة الجناح: 29.63 م2 (318.9 قدم2)
- الوزن فارغة: 1,212 كـغ (2,672 رطل) (122 C.2 1,234 كـغ (2,721 رطل))
- الوزن الإجمالي: 2,050 كـغ (4,519 رطل) (122 C.2 2,085 م (6,841 قدم))

أداء
- السرعة القصوى: 242 كم/س (150 ميل/س؛ 131 عقدة) عند 3,000 م (9,840 قدم)
- سقف الخدمة: 6,200 م (20,341 قدم)
- الحمل على الجناح: 70.5 كـغ/م2 (14.4 رطل/قدم2) (122 C.2 70.5 كـغ/م2 (14.4 رطل/قدم2))